# Eucinostomus jonesii
Eucinostomus jonesii és una espècie de peix pertanyent a la família dels gerrèids.

## Descripció
- Pot arribar a fer 20 cm de llargària màxima.[6][7]

## Hàbitat
És un peix marí, demersal i de clima tropical (32°N-33°S).

## Distribució geogràfica
Es troba a l'Atlàntic occidental: des de Bermuda i Florida fins al Brasil.

## Observacions
És inofensiu per als humans.